# Jalšové
Jalšové (em húngaro: Jalsó) é um município da Eslováquia, situado no distrito de Hlohovec, na região de Trnava. Tem 9,33 km² de área e sua população em 2018 foi estimada em 489 habitantes.

## Demografia
| Ano:        | 1994 | 2004   | 2014   | 2024  |
| ----------- | ---- | ------ | ------ | ----- |
| Broj ljudi: | 470  | 469    | 500    | 473   |
| Razlika:    |      | -0,21% | +6,60% | -5,4% |

| Ano:               | 2023 | 2024   |
| ------------------ | ---- | ------ |
| Número de pessoas: | 479  | 473    |
| Diferença:         |      | -1,25% |